# Congregação do Imaculado Coração de Maria
A Congregação do Imaculado Coração de Maria, também chamada dos  Missionários de Scheut é uma congregação religiosa da Igreja Católica.
Seu nome latino é Congregatio Immaculati Cordis Mariæ, o que determina sua sigla: CICM. 
Foi fundada em 1862, em Scheut, na periferia de Bruxelas, pelo sacerdote belga Theofiel Verbist (1823-1868), animado por uma espiritualidade essencialmente Mariana.
Em 1865, o fundador, junto com outros três padres partiu para Siwantze, hoje distrito de Chong Li, na província de He Bei, na Mongólia, onde o clima rígido e a população dispersa num vasto território e outras inúmeras dificuldades puserem à prova a sua fé e a de seus companheiros. Em 23 de fevereiro de 1868, empreendendo uma viagem de missão, o padre Verbist adoeceu e morreu.
Atualmente, a congregação é uma comunidade internacionalizada, composta de mil religiosos, oriundos de dezesseis países do mundo, que se dedicam ao trabalho missionário com grande ardor, estando presente em vinte e oito países. A congregação é muito ativa em Taiwan, Hong-Kong, Mongólia, Singapura e Indonésia. Em Taiwan, os Missionários de Scheut atuam intensamente na educação, na assistência sanitária e na vida pastoral.